# Liste der Kulturdenkmäler in Oberhausen bei Kirn
In der Liste der Kulturdenkmäler in Oberhausen bei Kirn sind alle Kulturdenkmäler der rheinland-pfälzischen Ortsgemeinde Oberhausen bei Kirn aufgeführt. Grundlage ist die Denkmalliste des Landes Rheinland-Pfalz (Stand: 2. August 2023).

## Denkmalzonen
| Bezeichnung                     | Lage                                           | Baujahr | Beschreibung | Bild                           |
| ------------------------------- | ---------------------------------------------- | ------- | --- | ------------------------------ |
| Denkmalzone Schloss Wartenstein | westlich des Ortes über dem Hahnenbachtal Lage | 1347    | Ringmauerreste der 1347 gegründeten, 1689 zerstörten Burganlage; Barockschloss, 1704, 1728 verlängert, Wirtschaftsgebäude 1723, Torhäuschen wohl 1732; Kavaliersbau, zweite Hälfte des 18. Jahrhunderts | weitere Bilder Fotos hochladen |

## Einzeldenkmäler
| Bezeichnung                               | Lage                            | Baujahr                            | Beschreibung                                                                                   | Bild                           |
| ----------------------------------------- | ------------------------------- | ---------------------------------- | ---------------------------------------------------------------------------------------------- | ------------------------------ |
| Hofanlage                                 | Dhauner Straße 4/6 Lage         | 19. Jahrhundert                    | Hofanlage, 19. Jahrhundert; Fachwerkhaus, Fachwerkscheunen, Lagergebäude, Altenteil            | BW                             |
| Evangelische Kirche                       | Dhauner Straße 29 Lage          | zweite Hälfte des 15. Jahrhunderts | ehemals St. Maria; spätgotischer Chor, zweite Hälfte des 15. Jahrhunderts, barocker Saal, 1743 | weitere Bilder Fotos hochladen |
| Brunnen                                   | Hintergasse, bei Nr. 7 Lage     | 18. Jahrhundert                    | Ziehbrunnen, 18. Jahrhundert (?), 1922 verändert                                               | BW                             |
| Katholische Pfarrkirche Mariä Himmelfahrt | Soonwaldstraße Lage             | 1897/98                            | neugotischer Saalbau, 1897/98, Architekt Josef Dormann, Wiesbaden                              | weitere Bilder Fotos hochladen |
| Katholisches Pfarrhaus                    | Soonwaldstraße 34 Lage          | 1898                               | gotisierender Walmdachbau, 1898                                                                | BW                             |
| Kriegerdenkmal                            | Soonwaldstraße, bei Nr. 42 Lage | nach 1920                          | Kriegerdenkmal 1914/18; Kunststeinobelisk, nach 1920, nach 1945 erweitert                      | BW                             |